# M5 (銃剣)
M5銃剣（M5 Bayonet）は、アメリカ軍がM1ガーランド向けに1953年に開発した銃剣である。専用のM8A1鞘（M8A1 scabbard）と共に使用される。

## 開発背景
朝鮮戦争当時、M1ガーランド用に採用されていたM1銃剣およびM1905銃剣が手袋をしたままでは着脱などの操作がしづらいという声が大きくなった。これを受けて、アメリカ陸軍では1953年に新型銃剣の設計を行い、M5銃剣として採用した。これは、完全に新しい設計であったため、M1およびM1905銃剣の類似点は薄い。M5銃剣はバレルマウントリングを備えない唯一のアメリカ製銃剣であり、外見上は銃剣よりも通常のコンバット・ナイフに近い。

## 設計
M5銃剣の刃長は6¾インチで、また、全長は11½インチである。重量は11½オンス。先端3インチのみ両刃。着剣用の着脱装置のボタンは手袋をしたままでも操作しやすいように大きめになっている。また、M5銃剣はM1ガーランドの着剣金具とガス管部分の位置に合わせて設計されているため、他の小銃に取り付ける事はできない。M5銃剣はM1ガーランド向けに設計された最後の銃剣であった。製造時期や工場によって、M5、M5-1、M5A1の3種類に分類される。

## 鞘
M5銃剣に使用できる鞘は2種類あり、いずれもOD色のグラスファイバー製で、鞘口のみ鋼鉄製になっている。初期型のM8鞘はベルトループのみでフックを備えず、改良型のM8A1鞘はM1910型フックを備えている。それぞれUS M8またはUS M8A1という型式と製造メーカーごとの頭文字が刻印されている。この鞘は第二次世界大戦後に設計されたM4、M5、M6、M7などの様々な銃剣を収める事が可能で、また、M3戦闘ナイフも収める事ができた。